# 曼薩納雷斯河

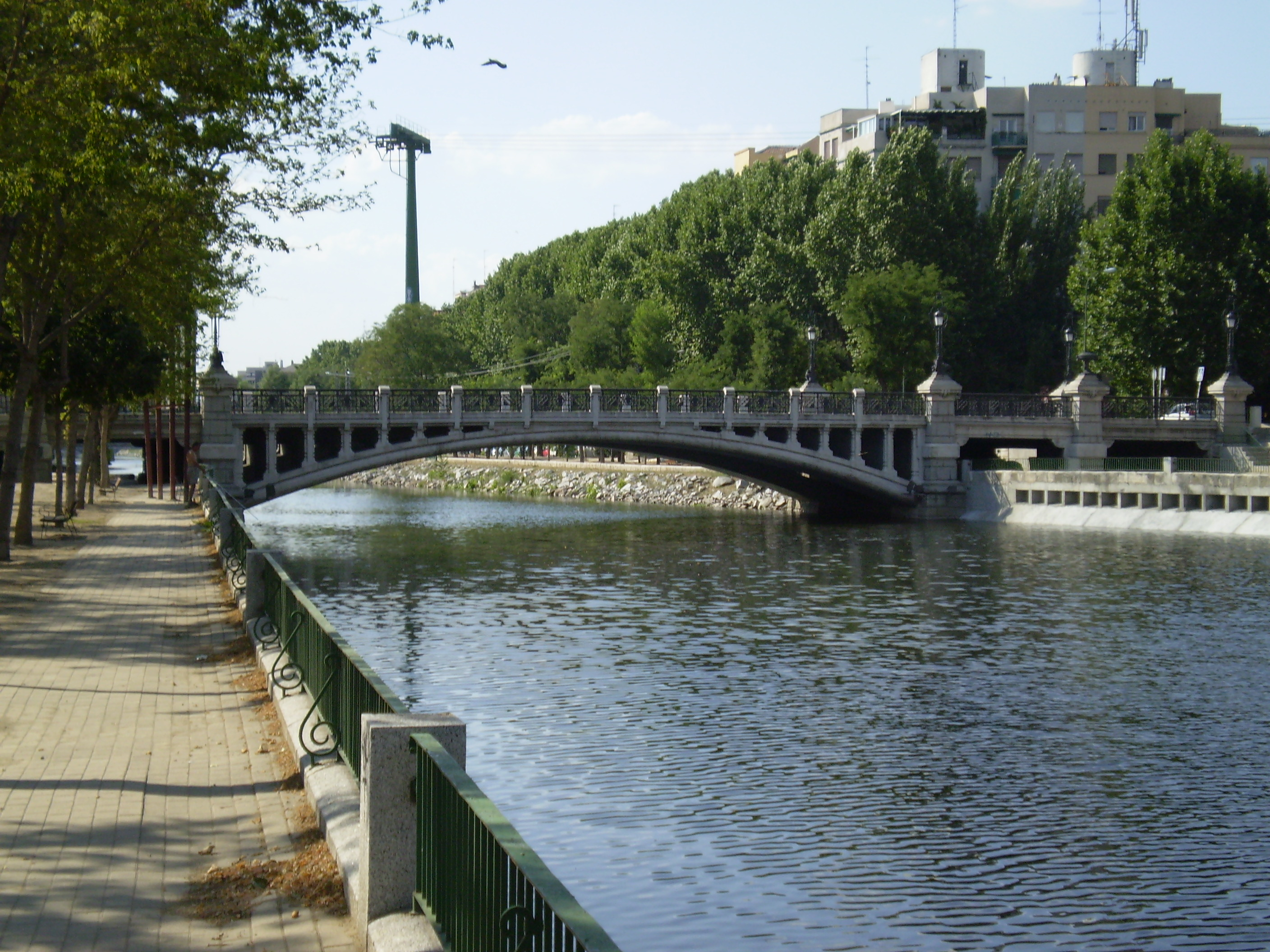
曼薩納雷斯河

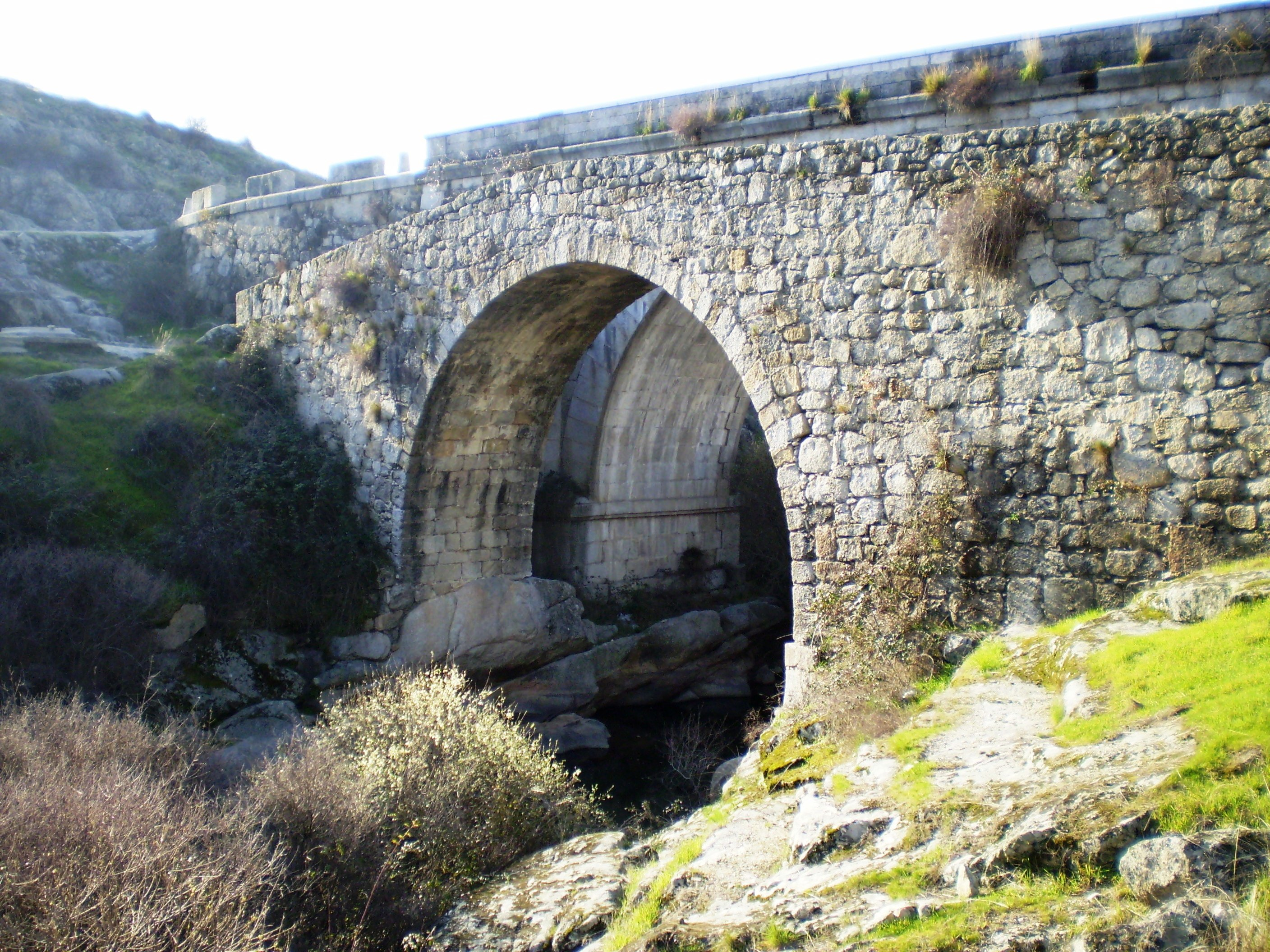
曼薩納雷斯河

曼薩納雷斯河（西班牙語：Río Manzanares）是西班牙的河流，位於該國中部馬德里自治區，河道全長92公里，發源自納瓦塞拉達附近的瓜達拉馬山脈，最終注入哈拉馬河。
39°00′N 3°22′W / 39.000°N 3.367°W